# Тлеполем (сатрап)
Тлепо́лем (др.-греч. Tληπόλεμoς) — гетайр Александра Македонского, военачальник и сатрап Кармании.

## Биография

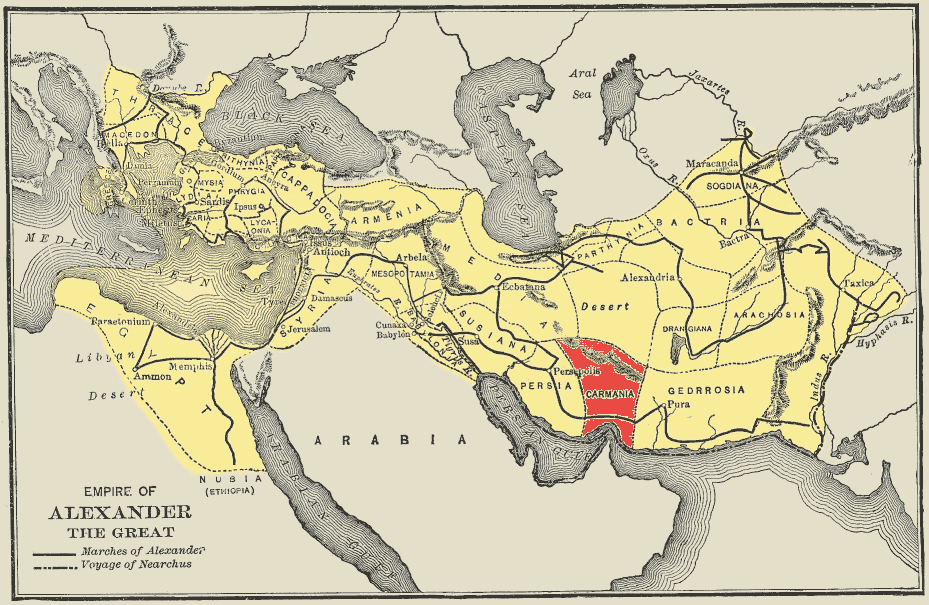
Кармания на карте Македонской империи

Тлеполем, предположительно, родился в семье македонского аристократа Пифофана. Он участвовал в походах Александра Македонского в качестве гетайра. В 330 году до н. э. Александр оставил Тлеполема «наблюдать за тем, что делается в Парфии и Гиркании», то есть командующим македонскими войсками в области вначале при сатрапе Атминапе, а затем при Фратаферне. Такое положение дел, когда сатрапом назначали перса, а реальную власть передавали македонянину, было стандартной административной практикой Александра. В 325/324 году до н. э. Тлеполем заменил на посту сатрапа Кармании Сибиртия или Астаспа.
После смерти Александра на Вавилонском разделе в 323 году до н. э., а затем при новом разделе сатрапий в Трипарадисе в 321/320 году до н. э. за Тлеполемом были подтверждены его владения.
В 318/317 году до н. э. Тлеполем примкнул к коалиции сатрапов против правителя Мидии Пифона во главе 1500 воинов и 700 всадников. Впоследствии Тлеполем в числе других правителей Верхних сатрапий сражался на стороне Эвмена против Антигона Одноглазого. В битве при Паретакене он находился на правом фланге во главе 800 воинов. Несмотря на поражение Эвмена в 316 году до н. э., Антигон сохранил за Тлеполемом его сатрапию. Возможно, после поражения при Габиене Тлеполем, вместе с несколькими другими сатрапами, бежал в свои владения. Новый затяжной военный поход вглубь Азии не входил в планы Антигона, который стремился принять участие в борьбе за Восточное Средиземноморье. Также победитель учёл популярность Тлеполема среди местного населения Кармании. По мнению Р. Биллоуза, Тлеполем мог отправить Антигону заверения в покорности и готовности платить дань. Как бы то ни было, до 311 года до н. э. все Верхние сатрапии, включая Карманию, были подконтрольны Антигону.

### Исследования
- Смирнов С. В. Пифон — наследник Александра в тени великих современников // Вестник древней истории. — М.: Наука, 2014. — Вып. 290, № 3. — С. 31—46.
- Шифман И. Ш. Александр Македонский / ответственный редактор Э. Д. Фролов. — Л.: Наука, 1988. — ISBN 5-02-027233-7.
- Berve H. 757. Tληπόλεμoς // Das Alexanderreich auf prosopographischer Grundlage (нем.). — München: C. H. Beck`sche Verlagsbuchhandlung, 1926. — Vol. 2. — P. 375—376.
- Berve H. Tlepolemos 5 // Paulys Realencyclopädie der classischen Altertumswissenschaft :  [нем.] / Georg Wissowa. — Stuttgart : J. B. Metzler’sche Verlagsbuchhandlung, 1937. — Bd. VI A,2. — Kol. 1618.
- Billows R. Antigonos the One-eyed and the Creation of the Hellenistic State (англ.). — Berkeley; Los Angeles; London: University of California Press, 1997. — ISBN 0-520-06378-3.
- Heckel W. Who's Who in the Age of Alexander and his Successors. From Chaironea to Ipsos (338—301 BC) (англ.). — Barnsley: Greenhill Books, 2021. — 554 p. — ISBN 978-1-78438-648-1.